# Енн Сотерн
Енн Сотерн (англ. Ann Sothern; 22 січня 1909 — 15 березня 2001) — американська актриса, співачка, номінантка на премію «Оскар» в 1988 році.

## Біографія
Енн Сотерн, уроджена Гаррієтт Арлін Лейк, народилася 1909 року в місті Валлі-Сіті, штат Північна Дакота (США). Її дитинство пройшло у місті Сент-Пол у Міннесоті, де закінчила Центральну середню школу. У кіно вона вперше з'явилася у вісімнадцятирічному віці 1927 року, зігравши епізодичну роль у фільмі «Бродвейські ночі». Наступні кілька років вона продовжила з'являтися на кіноекранах як хористка у музичних фільмах. У 1931 році Сотерн дебютувала на Бродвеї, де співала у двох мюзиклах.
У 1934 році Енн Сотерн підписала контракт з «Columbia Pictures», але після двох, не надто плідних на кіноролі років, контракт був розірваний. У 1936 році вона перейшла на студію «RKO», але після низки незначних фільмів, які не привнесли їй успіху, акторка перейшла на «MGM». Популярності вона досягла в 1939 році після виконання ролі Мейсі в однойменній комедії. Фільм мав значний успіх і в наступні роки було знято ще кілька картин про Мейсі, також з Енн Сотерн у головній ролі. Незабаром і на радіо з'явилася передача про Мейсі, в озвучуванні якої також брала участь Енн Сотерн. Передача називалася «Пригоди Мейсі» і транслювалася на радіо « CBS» з 1945 по 1947 рік, а пізніше і на іншій радіохвилі аж до 1953 року.
Актриса двічі була одружена. Її першим чоловіком був актор Роджер Прайор, шлюб із яким тривав з 1936 по 1943 рік. Менш ніж через тиждень після розлучення вона вийшла заміж за актора Роберта Стерлінга, від якого народила дочку Тишу Стерлінг, яка стала акторкою. Другий шлюб Енн Сотерн також закінчився розлученням у 1949 році.
Одним із найвідоміших фільмів за участю Сотерн кінця 1940-х років стала драма «Лист трьом дружинам», яка у 1949 році була удостоєна кінопремії «Оскара». Успіх картини ніяк не вплинув на подальшу кар'єру актриси, і після низки фільмів у 1950-х роках Енн Сотерн перейшла на телебачення. 1958 року вона стала ведучою власного телевізійного шоу, яке транслювалося до 1961 року. «Шоу Енн Сотерн» принесло їй номінацію на премію «Еммі», а також «Золотий глобус» за найкраще телевізійне шоу в 1959 році.
У 1960-х роках Енн Сотерн через захворювання на гепатит набрала надмірну вагу і стала рідше з'являтися на екрані. Востаннє на кіноекранах актриса з'явилася в 1987 році в драмі «Серпневі кити», де зіграла роль Тіши Доті, подруги літніх сестер героїнь Бетт Девіс та Ліліан Гіш . За цю роль, єдиний раз за шістдесятирічну кар'єру, Енн Сотерн була номінована на Оскар як найкраща актриса другого плану, але в результаті премію виборола Олімпія Дукакіс .
Останні роки життя Енн провела у місті Кетчум у штаті Айдахо, де й померла від паралічу серця 15 березня 2001 року на 93-му році життя.
За свій внесок у кіноіндустрію Енн Сотерн удостоєна зірки на голлівудській «Алеї слави» на Вайн-стріт 1612, а за внесок у телебачення — на Вайн-стріт 1634.

## Вибрана фільмографія
| Рік       |   | Українська назва           | Оригінальна назва         | Роль              |
| --------- | - | -------------------------- | ------------------------- | ----------------- |
| 1929      | ф | Вистава вистав             | The Show of Shows         | не зазначено      |
| 1930      | ф | Марш часу                  | The March of Time         | не зазначено      |
| 1930      | ф | Піхотинці                  | Doughboys                 | не зазначено      |
| 1930      | ф | Вупі!                      | Whoopee!                  | не зазначено      |
| 1949      | ф | Лист трьом дружинам        | A Letter to Three Wives   | Ріта Фіппс        |
| 1950      | ф | Тінь на стіні              | Shadow on the Wall        | Делл Фарінг       |
| 1953      | ф | Синя гарденія              | The Blue Gardenia         | Крістал Карпентер |
| 1953—1957 | с | Персональний секретар      | Private Secretary         | Сьюзі Макнамара   |
| 1958—1961 | с | Шоу Енн Сотерн             | The Ann Sothern Show      | Кеті О'Коннор     |
| 1964      | ф | Найгідніший                | The Best Man              | Сью Еллен Гамадж  |
| 1964      | ф | Леді в клітці              | Lady in a Cage            | Сейд              |
| 1964      | с | Альфред Хічкок представляє | The Alfred Hitchcock Hour | Гелен Кокс        |
| 1965      | с | Шоу Люсі                   | The Lucy Show             | Рози Харріган     |
| 1978      | ф | Маніту                     | The Manitou               | місіс Карманн     |
| 1987      | ф | Серпневі кити              | The Whales of August      | Тіша Доті         |

## Нагороди та номінації
| Нагорода       | Рік  | Категорія                                       | Назва роботи          | Результат |
| -------------- | ---- | ----------------------------------------------- | --------------------- | --------- |
| Оскар          | 1988 | Найкраща жіноча роль другого плану              | Серпневі кити         | Номінація |
| Золотий глобус | 1959 | Найкраще телевізійне шоу                        | Шоу Енн Сотерн        | Перемога  |
| Золотий глобус | 1965 | Найкраща жіноча роль другого плану у кінофільмі | Найгідніший           | Номінація |
| Еммі           | 1955 | Найкраща жіноча роль у комедійному телесеріалі  | Персональний секретар | Номінація |
| Еммі           | 1956 | Найкраща жіноча роль у комедійному телесеріалі  | Персональний секретар | Номінація |
| Еммі           | 1957 | Найкраща жіноча роль у комедійному телесеріалі  | Персональний секретар | Номінація |
| Еммі           | 1959 | Найкраща жіноча роль у комедійному телесеріалі  | Шоу Енн Сотерн        | Номінація |
| Незалежний дух | 1988 | Найкраща жіноча роль другого плану              | Серпневі кити         | Номінація |